# Підохани
Підоха́ни (рос. Подоханы) — присілок у складі Даровського району Кіровської області, Росія. Входить до складу Даровського міського поселення.
Населення становить 12 осіб (2010, 18 у 2002).
Національний склад станом на 2002 рік — росіяни 100 %.